# Émile Meyerson
Pour les articles homonymes, voir Meyerson.
Émile Ezryel Meyerson (né le 12 février 1859 à Lublin, en Pologne, et mort le 2 décembre 1933 à Paris) est un philosophe, philosophe des sciences et chimiste polonais, naturalisé français.
Contre le courant de pensée positiviste de la fin du XIXe siècle, il développe une épistémologie réaliste fondée sur le principe d'identité. Il fut par ailleurs un sioniste convaincu, membre du comité central des Amants de Sion.
Meyerson est mort dans son sommeil d'une crise cardiaque à 74 ans.

## Biographie
Né à Lublin en 1859, Émile Meyerson est le fils de Bernard Meyerson et Malvina Horowitz. Il part pour Heidelberg, en Allemagne, en 1870. Il étudie la chimie avec Wilhelm Bunsen et Hermann Franz Moritz Kopp. Il se rend ensuite en France à l'âge de 22 ans, et passe deux ans (1882-1884) dans le laboratoire Schützenberger au Collège de France. Déçu par le caractère appliqué de la chimie, il se tourne vers la philosophie et l'histoire des sciences. Son premier ouvrage de philosophie des sciences, Identité et réalité, est publié en 1908. Il a été correspondant étranger au service diplomatique de l'agence Havas, puis directeur de la Jewish Colonization Association pour l'Europe et l'Asie Mineure.
Après la guerre de 14-18, Émile Meyerson obtient la nationalité française. Il correspond avec de nombreux grands savants de son époque, notamment Einstein, Lucien Lévy-Bruhl, Léon Brunschvicg, André Lalande, et Paul Langevin. Émile Meyerson meurt à son domicile parisien le 2 décembre 1933. Dépositaire des archives de Meyerson, sa nièce Jeanne Brauman (1896-1937) est l'épouse de Pierre Bourgeois (1904-1976) à partir de 1928. Les archives d'Émile Meyerson sont aujourd'hui conservées aux Archives centrales sionistes de Jérusalem.

## Critique du positivisme
L’épistémologie d’Émile Meyerson s’oppose au positivisme développé au XIXe siècle par Auguste Comte. Meyerson lui reproche de promouvoir une science essentiellement descriptive, qui se limite à l’énoncé de lois scientifiques, et renonce à comprendre la nature même des choses.
Dans son livre La Déduction relativiste (1925), il fustige ainsi le règne des lois instauré par le positivisme : « Ce que rêvait Comte, c'était en effet une véritable organisation, comme la comprennent les partisans de l'autorité ; les croyances du public en matière de science et, plus encore, le travail de recherche des savants eux-mêmes, devaient être strictement réglés et surveillés par un corps constitué, composé d'hommes jugés compétents et armés de toutes les rigueurs du bras séculier. Cette réglementation devait, bien entendu, comme c'est le cas, partout et toujours, de toute réglementation, consister principalement en interdictions, et Comte a tracé d'avance le programme de quelques-unes d'entre ces dernières. Défense de se livrer à des investigations autres que « positives », c'est-à-dire ayant pour objet la recherche d'une loi ; défense de toute tentative visant à pénétrer des problèmes que l'homme, manifestement, n'avait aucun intérêt à connaître et qui, d'ailleurs, pour cette raison même, devaient rester entièrement impénétrables à son esprit, tels que, par exemple, la constitution chimique des astres […]. »

## Expliquer plutôt que décrire
À l’inverse, Meyerson pense que la science fonctionne de manière explicative : le scientifique cherche avant tout à rendre raison des phénomènes en recherchant leur(s) cause(s). Meyerson oppose l'explication à la description. Pour rendre à la notion de cause sa place éminente dans la science de son époque, Meyerson procède à une analyse des principes d’inertie et de conservation, qui tendent tous à établir dans la nature une forme d’identité de la cause et de l’effet.

## Une épistémologie réaliste
Pour Meyerson, ce mouvement d’homogénéisation est au cœur de toute pensée, et à la limite, en est la condition. La raison humaine rencontre ainsi des obstacles à sa manière intime de fonctionner : la temporalité, la notion d’irréversibilité en général.
Malgré ces difficultés, les succès de la science montrent que celle-ci outrepasse le statut de convention commode que les positivistes veulent lui assigner : c'est de la nature même du réel qu’il est question dans les principes de conservation, qui demeurent les seules idées fondamentales de la science. Cette vision de la marche de la science fait d’Émile Meyerson un réaliste, en quoi il peut être rapproché de son contemporain Henri Bergson.

## Décoration
- Chevalier de la Légion d'honneur (décret du 18 janvier 1928)

## Œuvres
- Identité et réalité, 1908, 2e éd., 1912, réédition Vrin, 2001.
- La science et le réalisme naïf, Paris, Armand Colin, 1908.
- La science et les systèmes philosophiques, Revue de métaphysique et de morale, 1916.
- De l’explication dans les sciences, Payot, Paris, 1921, réédition Corpus des œuvres philosophiques en langue française, Fayard, 1995.
- Le sens commun vise-t-il la connaissance?, Paris, Armand Colin, 1923.
- Le relativisme, théorie du réel, Paris, Armand Colin, 1924.
- La science et la quantité, Paris, Félix Alcan, 1924.
- La Déduction relativiste, Payot, Paris, 1925.
- Deux heures de mathématique, par Edmond Noël et Jean Prévost, préface par Emile Meyerson, Paris, Kra, 1929.
- Du cheminement de la pensée, Alcan, Paris, 1931, 3 Volumes, réédition Vrin, 2011.
- Réel et déterminisme dans la physique quantique, préface de Louis de Broglie, Paris, Hermann, 1933.
- La notion de l'identique, Paris, Boivin, 1933.
- Essais, préface de Louis de Broglie, avertissement de Lucien Lévy-Bruhl, Paris, Vrin, 1936, réédition Corpus des œuvres philosophiques en langue française, Fayard, 2009.
- Correspondance avec Harald Høffding, publiée par Frithiof Brandt, Hans Høffding et Jean Adigard des Gautries, Copenhague, Munksgaard , 1939.
- Émile Meyerson. Lettres françaises., éditées par Bernadette Bensaude-Vincent et Eva Telkes-Klein, Paris, CNRS éditions, 2009.
- Émile Meyerson. Mélanges. Petites pièces inédites, éditées par Eva Telkes-Klein et Bernadette Bensaude-Vincent, Paris, Honoré Champion 2011.

## Articles
- Jean Rey et la loi de la conservation de la matière, Revue scientifique, 1884.
- Théodore Turquet de Mayerne et la découverte de l’hydrogène, Revue scientifique, 1888.
- Travaux de M. Charles Henry sur une théorie mathématique de l’expression, Bulletin scientifique, 1890.
- La coupellation chez les anciens Juifs, Revue scientifique, 1891.
- Paracelsus et la découverte de l’hydrogène, Revue scientifique, 1891.
- La science et le réalisme naïf, Revue de métaphysique et de morale, 1908.
- L’histoire du problème de la connaissance de M. Ernst Cassirer, Revue de métaphysique et de morale, 1911.
- Y a-t-il un rythme dans le progrès intellectuel?, Bulletin de la Société française de philosophie, 1914.
- La science et les systèmes philosophiques, Revue de métaphysique et de morale, 1916.
- La théorie de la relativité, Bulletin de la société française de philosophie, 1922.
- Le sens commun vise-t-il la connaissance?, Revue de métaphysique et de morale, 1923.
- Le sens commun et la quantité, Journal de psychologie, 1923.
- Hegel, Hamilton, Hamelin et le concept de cause, Revue philosophique, 1923.
- Le relativisme, théorie du réel, Revue de métaphysique et de morale, 1924.
- La tendance apriorique et l’expérience, Revue philosophique, 1924.
- La science et la quantité, Journal de psychologie, 1924.
- De la vulgarisation du savoir, Paris, Kra, 1929.
- Le physicien et le primitif, Revue philosophique, 1930.
- La notion de l’identique, Recherches philosophiques, 1933.
- Le savoir et l’univers de la perception immédiate, Journal de psychologie, 1934.
- Philosophie de la nature et philosophie de l’intellect, Revue de métaphysique et de morale, 1934.
- Les mathématiques et le divers, Revue philosophique, 1934.
- De l’analyse des produits de la pensée, Revue philosophique, 1934.